# Blow'in in the Wind
- ファイアーエムブレム > ファイアーエムブレム トラキア776 > Blow'in in the Wind
- ファイアーエムブレム > BSファイアーエムブレム アカネイア戦記編 > Blow'in in the Wind / Wind > Blow'in in the Wind

『Blow'in in the Wind』は日本の女性アーティスト、ユリアーナ・シャノーの4枚目のシングルである。『ファイアーエムブレム』シリーズの初のシングルでもある。1999年10月21日に発売された。

## 解説
『Blow'in in the Wind』は『ファイアーエムブレム トラキア776』のBGM「エンディング バラード」のカバーソングである。アルバム『ファイアーエムブレム トラキア776 オリジナル・サウンドトラック』と同時発売となった。『トラキア776』の公式HPでは「Windows版」「Macintosh版」「MP3版」の視聴が可能である。
ジャケットは背中を合わせた『トラキア776』広田麻由美風のリーフとナンナが描かれている。
カップリングの「Wind」は元々は『BSファイアーエムブレム アカネイア戦記編』に収録されていた曲で、FEシリーズでは初のボーカルソングでもある。このシングルではユリアーナヴァージョンとして編曲込みで収録している。オリジナルの「ファイアーエムブレムサウンドミュージアム」で試聴出来るアーティストに関しては全く解っていない。
2曲共『ファイアーエムブレム トラキア776 オリジナル・サウンドトラック』に同時収録されている。

## 収録曲
1. Blow'in in the Wind
  - 作詞: 辻横由佳、作曲: 辻横由佳・大谷幸、編曲: 大谷幸
2. Wind
  - 作詞：辻横由佳 、作曲：辻横由佳・大谷幸、編曲: 大谷幸
3. Blow'in in the Wind (ORIGINAL KARAOKE)
  - 作曲: 辻横由佳・大谷幸、編曲: 大谷幸